# گوستاوو واگنین
گوستاوو دی مارو واگنین (انگلیسی: Gustavo Vagenin؛ زادهٔ ۱۴ نوامبر ۱۹۹۱) بازیکن فوتبال اهل برزیل است که در پست وینگر و هافبک هجومی بازی می کند.

## دوران باشگاهی
وی سابقه بازی در تیم های سالرنیتانا ، نووارا ، لچه ، مسینا ، یوتیورسیتاتئا ، عجمان ، تراکتور تبریز و گل‌گهر سیرجان را نیز دارد.